# ヨナス・ジリンスカス (政治家)
ヨナス・ジリンスカス（Jonas Žilinskas、1944年10月14日 - ）は、リトアニアの政治家。

## 経歴
1994年、リトアニア社会民主党に入党。マリヤンポレ支部に所属する。1999年より新同盟所属。
1995年からマリヤンポレ地区自治体議会議員を務めたが、1996年、任期途中で議員を辞職した。